# Filip V av Makedonien
Filip V av Makedonien (grekiska: Φίλιππος Ε΄), född 239 f.Kr., död 179 f.Kr., var kung i Makedonien åren 221 f.Kr.-179 f.Kr..
Filip V besteg tronen 221 f.Kr., sedan hans förmyndare Antigonos Doson avlidit. Han blev efter slaget vid Cannae 216 f. Kr. förbundsvant med Hannibal, men romersk diplomati lyckades 212 f. Kr. spela ut de grekiska staterna mot Filip, så att han blev upptagen med dessa krig, tills han 205 f. Kr. slöt fred med Rom. Filip gjorde erövringar i Trakien och Illyrien, men då han anföll Egyptens besittningar i Trakien och Mindre Asien, ingrep Rom 200 f. Kr., och besegrade i grunden den makedoniska falangen i slaget vid Kynoskefalai 197 f. Kr. och tvingade Filip att avstå även Thessalien. Protektoratet över Grekland övergick från Makedonien till Rom. Filip V var romarnas bundsförvant kriget mot Antiochos III den store av Syrien 192-189 f. Kr., men under sina sista år rustade han kraftigt mot romarna. Kriget utbröt under sonen Perseus regering.